# کم هسکین
کم هِسکین (انگلیسی: Kam Heskin؛ زادهٔ ۸ مهٔ ۱۹۷۳) بازیگر اهل ایالات متحده آمریکا است. وی از سال ۱۹۹۶ میلادی تاکنون مشغول فعالیت بوده‌است.

## گزیدهٔ آثار

### سینما
- زندگی این دختر (۲۰۰۳)
- ولاد (۲۰۰۳)
- اگه می‌تونی منو بگیر (۲۰۰۲)
- سیاره میمون‌ها (۲۰۰۱)
- بلک‌جک (۱۹۹۸)
- هنری: تصویر یک قاتل زنجیره‌ای (۱۹۹۰)

### تلویزیون
- افسون‌شده (۲۰۰۳)
- آنجل (۱۹۹۹)
- سانست بیچ (۱۹۹۹-۱۹۹۷)